# Paulin J. Hountondji
Pour les articles homonymes, voir Hountondji.
Paulin Jidenu Hountondji, né le 11 avril 1942 à Abidjan (Côte d'Ivoire) et mort le 2 février 2024 à Cotonou (Bénin), est un philosophe et homme politique béninois.

## Biographie
Paulin Hountondji est né le 11 avril 1942 à Abidjan (Côte d'Ivoire) dans une famille protestante. En 1963, c'est le premier Africain admis en philosophie à l'École normale supérieure, à Paris. Docteur en philosophie de l'université Paris-Nanterre, Paulin Hountondji a eu pour directeur de thèse le philosophe français  Paul Ricœur,. Les philosophes Emmanuel Levinas et Suzanne Bachelard font partie du jury lorsqu'il soutient sa thèse en juin 1970.
Il a enseigné aux universités de Besançon, Kinshasa, Lubumbashi. Il enseigne depuis 1972 à l’université d'Abomey-Calavi au Bénin (ex-Université nationale du Bénin). Il est membre fondateur du Conseil inter-africain de philosophie (CIAP) dont la revue scientifique Conséquences n'a eu qu'un seul numéro. En 1976, il publie aux éditions François Maspero Sur la “philosophie africaine”. Dans cet ouvrage critique et analytique sur ce qu’il nomme « l’ethnophilosophie », il dénonce notamment le livre publié en 1945 par le père missionnaire belge, Placide Tempels, La Philosophie bantoue.
À la suite du changement de régime consécutif à la Conférence des forces vives de la nation de février 1990 au Bénin, il a successivement occupé les fonctions de ministre de l'Éducation nationale dans le gouvernement de transition (1990-1991), puis ministre de la Culture et de la Communication (1991-1993). Ensuite chargé de mission du président de la République, il démissionne en octobre 1994 pour reprendre ses enseignements. En 2009, il est directeur du Centre africain de hautes études dont le siège est à Porto-Novo au Bénin.

## Pensée
Après avoir élaboré une thèse sur Husserl, il a fait des travaux remarquables sur la philosophie et la pensée en Afrique, travaux dans lesquels il récuse fermement l'attitude qui consiste à appeler « philosophie » la vision du monde d'un peuple donné. Il propose l'usage discriminatif suivant : 
« 
- Philosophie proprement dite (sans guillemets) : ensemble de textes et de discours explicites, littérature d'intention philosophique.
- « Philosophie » au sens impropre, souligné ici par les guillemets : vision du monde collective et hypothétique d'un peuple donné.
- Ethnophilosophie : recherche qui repose, en tout ou partie, sur l'hypothèse d'une telle vision du monde, essai de reconstruction d'une « philosophie » collective supposée.

 »
En bref, dans ses recherches, il critique un mythe popularisé par les chercheurs qu’il a appelés ethnophilosophes et qui affirment qu'il existe une philosophie africaine autochtone collective, séparée et distincte de la tradition philosophique occidentale. Il soutient qu’une véritable philosophie africaine doit assimiler et dépasser l’héritage théorique de la philosophie occidentale, par un effort personnel de pensée autonome et critique.
Jusqu'à la fin de sa vie, Hountondji a défendu l'idée d'une philosophie universaliste développée par des Africains, qui peut prendre pour objet des questions spécifiques des cultures et sociétés africaines, tout en contribuant au développement général de la discipline philosophique pour l'ensemble de l'humanité.

Hountondji devant des exemplaires de la revue Quest.

## Distinctions
- Grand officier de l'ordre national du Bénin
- Commandeur de l'ordre des Palmes académiques
- Prix Herskovits
- Prix du Prince Claus (Pays-Bas)

## Œuvres

### Ouvrages
- Sur la « philosophie africaine. Critique de l'ethnophilosophie, Paris, François Maspero, 1976) (featured on the list of Africa's 100 Best Books of the 20th Century ; published in English (transl. H. Evans & J. Rée) as African Philosophy: Myth and Reality, Bloomington, Indiana University Press, 1983); second edition of the English version (with a preface by Hountondji), 1997.
- (éd), Les Savoirs endogènes : pistes pour une recherche, Dakar, Éditions du Codesria, 1994.
- Combat pour le sens : un itinéraire africain, Cotonou, Éditions du Flamboyant, 1997.
- The struggle for meaning: Reflections on Philosophy, Culture and Democracy in Africa, Athens, Ohio University Press, 2002.
- (éd.), Endogenous Knowledge: research trails, Dakar, Éditions du Codesria, 1997
- (éd.), Économie et société au Bénin, Paris, Éditions L'Harmattan, 2000

### Articles
- What can philosophy do? » (1987: Quest 1:2, p. 2–28)
- « l’appropriation collective du savoir : tâches nouvelles pour une politique scientifique », Genève-Afrique, Vol XXVI, 1988, 1, p. 46-66
- Tradition, Hindrance, or Inspiration? » (2000: Quest XIV:1–2)
- « La science dans les pays pauvres », Quest (Groningen), 1997, vol. X, No 2 (pages 37–64).
- « Construire l’autosuffisance, l’économie béninoise d’hier à demain », chapitre 5 in Hountondji J. Paulin (éditeur), 2000, p. 181-253.

D'autres écrits de Paulin J. Hountondji ont été publiés dans des revues telles que : Diogène, Présence africaine, Cahiers philosophiques africains, Thought and Practice, Quest, Genève-Afrique, Revue sénégalaise de philosophie.
On trouvera la plupart des travaux de Paulin Hountondji recensés dans la Bibliographie de la philosophie africaine jusqu'en 1997.
La base de données PhilPapers recense et donne accès à ses travaux en français et en anglais (64 entrées au 26.01.2025)

### Ouvrages
- Franziska Dübgen & Stefan Skupien, Paulin Hountondji : African Philosophy as Critical Universalism, London, Palgrave Macmillan, 2019.
- Paul Christian Kiti, Désiré Médégnon,  Aloyse-Raymond Ndiaye (eds), La quête du sens. Mélanges offerts à Paulin Hountondji à l’occasion de ses 80 ans, [Bénin], Star Éditions, 2021.
- Bado Ndoye, Paulin Hountondji. Leçons de philosophie africaine. Paris, Riveneuve, 2022.
- Roland Techou, Bernadin Boko, 2021, Penser l'Afrique d'aujourd'hui avec Paulin Hountondji, Paris, L'Harmattan.

### Articles
- Salim Abdelmadjid, 2024, « Actualités et spectralités de Paulin J. Hountondji. Introduction à « Des “Socrate” par milliers ? » de Paulin J. Hountondji » Dans Abdelmadjid Salim (coord.), dossier « Actualité de la philosophie africaine », Politika (atelier prolongeant le colloque « Actualité de la philosophie africaine » organisé à l’université Toulouse-Jean Jaurès et à Sciences Po Paris du 15 au 18 janvier 2024).
- Jean-Éric Bitang, 2016, « La philosophie : écriture ou pensée ? Pour une relecture critique de Paulin Hountondji », Controverses, p. 101-120.
- Seloua Luste Boulbina (dir.), Dix penseurs africains par eux-mêmes, Chihab éditions, Alger, 2016, 151 p.  (ISBN 978-9947-39-116-7) (« La tentation de l'ethnophilosophie » : entretien de Valérie Marin La Meslée avec Paulin Hountondji)
- Bruce B. Janz, 2010. "Paulin Hountondji, ‘African Philosophy, Myth and Reality’ (1974)". Philosophical Papers, 39(1), 117–134.
- M. John Lamola, 2020, "Paulin Hountondji, Knowledge as Science, and the Sovereignty of African Intellection". Social Epistemology, 35(3), 270–284.
- Marie-Anne Paveau, L’analyse du discours autrement 7. Hountondji et l’extraversion scientifique, La pensée du discours (= Carnet Hypothèses) (18 février 2024).